# Steffen Freund

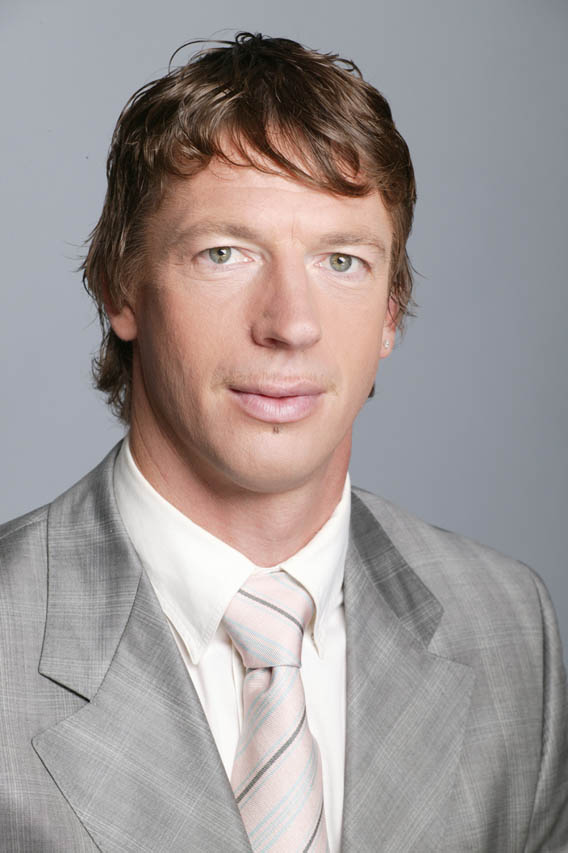
Steffen Freund

Steffen Freund (* 19. leden 1970, Brandenburg) je bývalý německý fotbalista narozený na území NDR. Nastupoval na postu defenzivního záložníka.
S německou reprezentací získal zlatou medaili na mistrovství Evropy 1996. Zúčastnil se též mistrovství světa ve Francii roku 1998, kde však nenastoupil. Celkem za národní tým odehrál 22 utkání.
S Borussií Dortmund vyhrál Ligu mistrů 1996/97 a následně získal též Interkontinentální pohár. Dvakrát se v dresu Borussie stal mistrem Německa (1994/95, 1995/96).
Po skončení hráčské kariéry rozjel i trenérskou dráhu, vedl německé mládežnické týmy, v současnosti je asistentem trenéra v Tottenhamu Hotspur.